# Jeanne Savary
Pour les articles homonymes, voir Savary.
Jeanne Savary, née le 2 février 1966 à Amiens, est une actrice française.
Elle est notamment connue du grand public pour son rôle de Jeanne Bignon dans la série télévisée Caméra Café, celui d'Hélène dans la série Nestor Burma et celui de Marjorie Le Kervelec dans la série En famille.

## Biographie

### Jeunesse et formation
Jeanne Savary naît à Amiens. Elle suit le Cours Florent puis l'École de Chaillot.

### Carrière
Elle débute dans la peau d’une call girl, en 1991, dans le téléfilm Bienvenue à Bellefontaine.
À partir de 1994, elle tient le rôle d'Hélène la secrétaire de Nestor Burma et à partir de 2001 celui de Jeanne Bignon dans la série télévisée Caméra Café.
Elle participe à une saison de l'émission d'aventure Pékin Express : Duos de choc sur M6, au profit de la Ligue contre le cancer en binôme avec Alain Bouzigues, autre comédien de Caméra Café.
Depuis 2012, elle interprète le rôle de Marjorie Le Kervelec dans la série En Famille, diffusée quotidiennement en juillet et en août sur M6.

## Filmographie

### Cinéma
- 1992 : Des feux mal éteints de Serge Moati
- 1994 : Le Sourire de Claude Miller
- 2002 : La Voix de Luna de Margot Abascal
- 2002 : Livraison à domicile de Bruno Delahaye
- 2003 : L'Électron libre de Marie Donnio
- 2005 : Espace Détente d'Yvan Le Bolloc'h et Bruno Solo
- 2005 : Le Couperet de Costa-Gavras
- 2008 : Asylum d'Olivier Château
- 2008 : Marié(s) ou presque de Franck Llopis
- 2009 : Le Séminaire de Charles Némès
- 2012 : ALF de Jérôme Lescure
- 2013 : Un p'tit gars de Ménilmontant d'Alain Minier

### Télévision
- 1991 : Bienvenue à Bellefontaine de Gérard Louvin : la call-girl
- 1994 - 2003 : Nestor Burma : Hélène. Saison 4, épisodes 2 à 4. Saisons 5 à 8.
- 1996 : Mille désirs (téléfilm érotique, sous le pseudonyme de Maria Louys[4]) : Raphaele Pryce
- 1996 : Julie Lescaut (saison 5, épisode 2, « Crédit Revolver : Jeune Maman à la 104 » de Josée Dayan) : l'employée de la mairie
- 2000 : H, saison 3 (épisode « Une histoire de garderie ») : Sylvie, une infirmière
- 2001 : Les Cordier, juge et flic (saison 8, épisode 5, « Sang-Froid » de Jean-Marc Seban) : Barbara Bloin
- 2001-2003 : Caméra Café : Jeanne Bignon
- 2006 : Premier secours (saison 2, épisode 1) : Émilie Walker
- 2007 : Avocats et Associés (saison 11, épisode 4) : Béatrice Bizeray
- 2010 : Au bonheur des hommes de Vincent Monnet
- 2010 : Joséphine, ange gardien (épisode 53) : Catherine
- 2010 : Caméra Café 2 (1 épisode) : Jeanne Bignon
- 2011 - 2014 : Q.I (saisons 1, 2 et 3) : Marlène
- depuis 2012 : En famille : Marjorie Le Kervelec
- 2012 : La Victoire au bout du bâton de Jean-Michel Verner : Sylvianne
- 2016 : À votre service de Florian Hessique (saison 3) : Béa
- 2019 : Un si joyeux Noël  de Christelle Raynal: Marjorie Le Kervelec
- 2023 : Caméra Café, 20 ans déjà de Bruno Solo et Yvan Le Bolloc'h : Jeanne Bignon

### Publicités
- 1994 : Banque directe (Groupe Paribas)

## Théâtre
- 1993 : Cinq Nouvelles d'Edgar Poe, Théâtre de Vélizy, mise en scène de Benoît Lepecq.
- 1996 : Sigisbert de Benoît Lepecq, Théâtre de Vélizy, mise en scène de Benoît Lepecq.
- 1996 : Le langage des oiseaux de Benoît Lepecq, Théâtre de Vélizy, mise en scène de Benoît Lepecq.
- 1996 : Tous les enfants du bon Dieu ont des ailes de E. O'Neill, Théâtre Rutebeuf (Clichy), mise en scène de Laurent Huon.
- 1996 : Nina c'est autre chose de M. Vinaver, Théâtre Rutebeuf (Clichy), mise en scène de Laurent Huon.
- 1996 : Naïs de Marcel Pagnol, Cours Florent, mise en scène de Bruno Lopez.
- 1996 : Le bal de Néandertal de Jan-Baptiste Plait, Le Tintamarre, mise en scène de Jan-Baptiste Plait.
- 1996 : Hommage à Jean Vilar au Festival d'Avignon, mise en scène de Gérard Desarthe.
- 1998 : Football et autres réflexions, Théâtre Rive-gauche-Paris, mise en scène de Thomas Le Douarec.
- 2001 : Du vent dans les branches de sassafras, Théâtre du Ranelagh, mise en scène de Thomas Le Douarec.
- 2006 : Sex shop de Michel Bordet, Petit Louvre (Avignon), mise en scène de Thomas Le Douarec.
- 2010 : Le siècle sera féminin ou ne sera pas de Dominique Coubes, Théâtre du Petit Gymnase, mise en scène de Dominique Coubes.
- 2011 : L'amour du blé de Samia Webre, Théâtre du Petit Gymnase, mise en scène de Nathalie Vierne : Marion
- 2025 : En attendant Albert de Patrick Meney, mise en scène Olivier Macé, La Scène parisienne à Paris

## Doublage

### Cinéma

#### Films
- Helena Bonham Carter dans :
  - Big Fish (2003) : Jenny
  - Le Discours d'un roi (2010) : Elizabeth Bowes-Lyon

- 1969[5] : Au service secret de Sa Majesté : la comtesse Teresa « Tracy » di Vincenzo (Diana Rigg, doublage des scènes coupées)
- 2003 : Mon boss, sa fille et moi : Tina (Carmen Electra)
- 2005 : Le Transporteur 2 : Lola (Kate Nauta)
- 2008 : Jackpot : Tipper (Lake Bell)
- 2008 : Zack et Miri font un porno : Bubbles (Traci Lords)
- 2009 : Mr. Nobody : la mère de Nemo (Natasha Little)
- 2009 : Looking for Eric : Lily (Stephanie Bishop)
- 2010 : The Ghost Writer : Amelia Bly (Kim Cattrall)
- 2010 : Twelve : la mère de Chris et Claude (Alexandra Neil)
- 2011 : Hop : Bonnie O'Hare (Elizabeth Perkins)
- 2011 : Last Night : Sandra (Stephanie Romanov)
- 2011 : Les Révoltés de l'île du diable : Astrid (Ellen Dorrit Petersen)
- 2012 : Love Is All You Need : Ida (Trine Dyrholm)
- 2014 : 99 Homes : Lynn Nash (Laura Dern)
- 2016 : Julieta : Ava (Inma Cuesta)
- 2016 : Le Chasseur et la Reine des glaces : Mlle Bromwyn (Sheridan Smith)[6]
- 2017 : The Meyerowitz Stories : Loretta Shapiro (Rebecca Miller)

#### Films d'animation
- 2005 : Wallace et Gromit : Le Mystère du lapin-garou : Lady Campanula Tottington[7]
- 2014 : Moi, moche et méchant 2 : Shannon
- 2024 : La Nuit d'Orion : Sally adulte

### Télévision

#### Téléfilms
- Lindsay Hartley dans (6 téléfilms) :
  - La Vengeance de ma sœur jumelle (2018) : Amber
  - Les trois visages de ma mère (2019) : Gail Price
  - Tout n'est qu'illusion (2019) : Dr Landford
  - Échangées à la naissance (2020) : Brooke Jenkins
  - Ado, riche et enceinte (2020) : Jennifer
  - Une nuit avec un serial killer (2021) : Maggie Bogan

- 2016 : Noël à pile ou face : Penny (Nikki DeLoach)[8]
- 2016 : Une demande en mariage pour Noël : Noelle (Cindy Busby)
- 2017 : Destin brisé : Britney Spears, l'enfer de la gloire : Lynne Spears (Nicole Oliver (en))
- 2017 : Une mère malveillante : Jill (Lily Rains)
- 2020 : Jalousie entre voisines : Lisa Beasley (Jenn Lyon)

#### Séries télévisées
- 2009 : Dexter : l'officier Zoey Kruger (Christina Cox) (saison 4, épisode 4)
- 2015 : Norskov, dans le secret des glaces : Ulla (Mette Marckmann (da))
- 2015 : Stalker : Vicki Gregg (Mira Sorvino) (4 épisodes)
- 2015 : Following : Lisa Campbell (Diane Neal) (saison 3)
- 2015-2016 : Quantico : Samar Hashmi (Marjan Neshat) (saison 1)
- 2015-2017 : Occupied : Astrid Berg (Lisa Loven Kongsli) (8 épisodes)
- 2017 : Liar : La Nuit du mensonge : Vanessa Harmon (Shelley Conn)
- 2018 : Safe : Lauren Marshall (Laila Rouass) (mini-série)
- 2022-2023 : From : Abby Stevens (Lisa Ryder) (4 épisodes)
- 2023 : The Buccaneers : ? ( ? )

## Musique
En 2012, Jeanne Savary apparaît dans le clip Johnny Rude Boy du groupe français La Vigie du pirate.